# Кастањола (Ређо Емилија)
Кастањола је насеље у Италији у округу Ређо Емилија, региону Емилија-Ромања.
Према процени из 2011. у насељу је живело 12 становника. Насеље се налази на надморској висини од 615 м.